# إيتيان شنايدر
إيتيان شنايدر (باللوكسمبورغية: Etienne Schneider) ولد في 29 يناير 1971، هو سياسي لوكسمبورغي وخبير اقتصادي من حزب العمال الاشتراكي في لوكسمبورغ. كان عضوًا بالمجلس البلدي في كايل من عام 1995 إلى عام 2005، كما شغل منصب الأمين العام لجماعة برلمانيي حزب العمال الاشتراكي في لوكسمبورغ في البرلمان من 1997 إلى 2004. تم انتخابه كعضو بارز في بلدية كايل من عام 2005 إلى مايو 2010. تم تعيين شنايدر في منصب وزير الاقتصاد والتجارة الخارجية في 1 فبراير 2012، وأصبح نائب رئيس الوزراء ووزير الاقتصاد ووزير الأمن الداخلي ووزير الدفاع في الحكومة التي تشكلت بعد الانتخابات العامة في لوكسمبورغ عام 2013. استمر في الاحتفاظ بهذه المناصب بعد الانتخابات العامة في لوكسمبورغ عام 2018، حيث أصبح وزير الصحة أيضًا. من عام 2013 إلى عام 2018، شغل منصب وزير الدفاع. بعد الانتخابات العامة في لوكسمبورغ عام 2018، أصبح شنايدر أول سياسي مثلي الجنس علنا يعاد انتخابه لمنصب نائب رئيس الوزراء.

## النشأة والتعليم
ولد شنايدر في دوديلانج في 29 يناير 1971، أكمل شنايدر دراسته الثانوية في ثانوية إست شور ألزيت التقنية ثم أكمل دراسته الجامعية في مدرسة الإدارة في بروكسل وفي جامعة غرينتش في لندن حيث تخرج في مجال الأعمال والمالية في عام 1995.

## المسيرة المهنية والعمل السياسي
في عام 1995 أصبح شنايدر عضو مجلس بلدية كايل، وهو منصب استمر فيه حتى عام 2005، وأصبح بعد ذلك أول عضو بارز في مجلس بلدية كايل حتى عام 2010. في عام 1997 تم تعيينه أمينا عاما لحزب العمال الاشتراكي في لوكسمبورج حتى أصبح رئيس مجلس إدارة شركة الكهرباء سيجيدل (بالفرنسية: Cegedel)، بعد ذلك أصبح رئيس مجلس الإدارة والمدير العام لشركة الطاقة الألمانية إنوفوس (بالألمانية: Enovos). شغل شنايدر أيضاً مساعد بحث في البرلمان الأوروبي في بروكسل بين عامي 1995 و1996. وفي عام 1997 تزعّم مشروعا في بروكسل مع حلف شمال الاطلسي. في عام 2010 أصبح أيضًا رئيس مجلس الإدارة والمدير العام للشركة الوطنية في لكسمبورغ.
استقال من جميع تعييناته الإدارية عندما أصبح وزيرًا للاقتصاد والتجارة الخارجية في فبراير 2012. وبهذه الصفة، شارك أيضًا في رئاسة اللجنة العليا للبحوث والابتكار. شملت مهامه كوزير أبحاث القطاع الخاص وتنفيذ مشروع قانون 5 يونيو 2009 المتعلق بالمساعدة في مجال البحث.
أعرب شنايدر عن دعمه في بيان لبرنامج الفضاء الذي يجري حاليًا بهدف التعدين الفضائي مشيرًا أيضًا إلى الفوائد البيئية للتعدين خارج الأرض.
على الرغم من أن شنايدر كان المرشح الأوفر حظًا لزعامة حزب العمال الاشتراكي في لكسمبورغ (LSAP) في الانتخابات العامة في 20 أكتوبر 2013، إلا أنه حصل على 19,683 صوتًا فقط، أقل بكثير من جان اسيلبورن، الذي حصل على 38,257. في الائتلاف الحكومي الجديد، تم تعيينه نائبا لرئيس الوزراء ووزير الاقتصاد ووزير الأمن الداخلي ووزير الدفاع. استمر بالاحتفاظ بهذه المناصب بعد الانتخابات العامة في لوكسمبورغ عام 2018، حيث أصبح وزير الصحة أيضًا.وبذلك أصبحت لوكسمبورغ أول دولة في العالم أين كلا رئيسي وزراءها ونائبه مثليان جنسيا. من عام 2013 إلى عام 2018، شغل منصب وزير الدفاع. بعد الانتخابات العامة في لوكسمبورغ عام 2018، أصبح شنايدر أول سياسي مثلي الجنس علنا يعاد انتخابه لمنصب نائب رئيس الوزراء. وفي 2018، أصبحت لوكسمبورغ أول دولة في العالم أين كلا رئيسي وزراءها ونائبه مثليان جنسيا.

## الحياة الخاصة
شنايدر مثلي الجنس علنا. تزوج من شريكه جيروم دومانج في عام 2016.

## وصلات خارجية
- البيوغرافية في موقع الحكومة اللوكسمبورغية.